# Bol, Hrvaška
Bol je mesto, pristanišče in občina na Hrvaškem, ki leži otoku Braču. Leta 2001 je mesto imelo 1661 prebivalcev. Občina obsega še naselje Murvica, spada pa pod Splitsko-dalmatinsko županijo.
Bol leži na južnem delu otoka in je najpomembnejše in najbolj obiskano turistično mesto na otoku, znano predvsem po čudoviti plaži Zlatni rat, ki je ena najlepših na vzhodni Jadranski obali. Plaža se razprostira v dolžini okoli 15 km, od zaliva Martinica na vzhodu do zaliva Blaca na zahodu. Mesto leži ob vznožju  Vidove gore (778 m) in Draževa brda (627 m), v plodni vinorodni pokrajini, s trajnim izvirom pitne vode.
Bol je bil naseljen že v rimski dobi, kar dokazujejo arheološke najdbe - denar, stari keramični predmeti, ostanki rimskega rezervoarja za vodo, starokrščanski sarkofagi.
V naselju in njegovi okolici se je ohranilo več zgodovinskih spomenikov; najzanimivejši med njimi so deli ornamentike cerkve iz zgodnjehrvatskega obdobja, nekaj gotskih in renesančnih stavb; renesančna cerkev sv. Gospe od Karmena, ki je bila 1785 prenarjena v baročnem slogu; dominikanski samostan s cerkvijo iz 15. stol. in zelo dragoceno zbirko slik, rokopisov, inkunabul
in starega denarja.
V bližini se nahaja letališče Bol.

## Demografija
| Pregled števila prebivalcev po letih | Pregled števila prebivalcev po letih | Pregled števila prebivalcev po letih | Pregled števila prebivalcev po letih | Pregled števila prebivalcev po letih | Pregled števila prebivalcev po letih | Pregled števila prebivalcev po letih | Pregled števila prebivalcev po letih | Pregled števila prebivalcev po letih | Pregled števila prebivalcev po letih | Pregled števila prebivalcev po letih | Pregled števila prebivalcev po letih | Pregled števila prebivalcev po letih | Pregled števila prebivalcev po letih | Pregled števila prebivalcev po letih |
| ------------------------------------ | ------------------------------------ | ------------------------------------ | ------------------------------------ | ------------------------------------ | ------------------------------------ | ------------------------------------ | ------------------------------------ | ------------------------------------ | ------------------------------------ | ------------------------------------ | ------------------------------------ | ------------------------------------ | ------------------------------------ | ------------------------------------ |
| 1857                                 | 1869                                 | 1880                                 | 1890                                 | 1900                                 | 1910                                 | 1921                                 | 1931                                 | 1948                                 | 1953                                 | 1961                                 | 1971                                 | 1981                                 | 1991                                 | 2001                                 |
| 1698                                 | 1631                                 | 1723                                 | 1795                                 | 1901                                 | 1894                                 | 1628                                 | 1350                                 | 1070                                 | 1026                                 | 951                                  | 1021                                 | 1076                                 | 1478                                 | 1647                                 |